# Dukovce
Dukovce (hongrois : Dukafalva) est un village de Slovaquie situé dans la région de Prešov.

## Histoire
Première mention écrite du village en 1401.

## Démographie

### Évolution de la population
| Année:               | 1994. | 2004.   | 2014.   | 2024.    |
| -------------------- | ----- | ------- | ------- | -------- |
| Nombre de personnes: | 235   | 247     | 258     | 317      |
| Différence:          |       | +5,10 % | +4,45 % | +22,86 % |

| Année:               | 2023. | 2024.   |
| -------------------- | ----- | ------- |
| Nombre de personnes: | 309   | 317     |
| Différence:          |       | +2,58 % |